# Eva Röse
Eva Röse (Vårberg, 16 de octubre de 1973) es una actriz y presentadora de televisión sueca. Es conocida internacionalmente por su papel como la siniestra androide Niska en la primera temporada de la serie de televisión de ciencia ficción Real Humans.
Fue nombrada Embajadores de buena voluntad de Unicef en 2007.

## Filmografía
- Adam & Eva (1997), una de las amigas de Tove.
- Längtans blåa blomma (1998), Beata 'Betty' Tollman.
- Magnetisörens femte vinter (1999), Sofie.
- Blå måndag (2001), Eva Lindgren.
- Me and Morrison (2001), Sophie.
- Kops (2003), Jessica.
- Villmark (2003), Elin.
- Storm  (2006), Lova.
- Att göra en pudel (2006), Rita.
- Göta Kanal 2 (2006), Petra Andersson.
- Rallybrudar (2008), Ulla.
- Sthlm (2008)
- Maria Wern (serie de televisión) (2008-2016)
- Göta kanal 3 (2009), Petra.
- Submission (2010), Ella misma - documental de Stefan Jarl.
- Real Humans (serie de televisión, 2012)
- The Paradise Suite (2015)